# Love: Destiny
Love: Destiny (Tạm dịch: Yêu: Số phận) là đĩa mở rộng năm 2001 của nhóm nhạc Destiny's Child gồm những ca khúc chưa được tiết lộ và những bài hát được phối lại trích từ hai album của họ là The Writing's on the Wall và Survivor. Album đã được phát hành độc quyền bởi tập đoàn Target Corporation và được kèm theo trong album Survivor.
Quảng cáo của album được đạo diễn bởi Joseph Kahn người cũng đã đạo diễn hai video trước của nhóm là "Say My Name" và "Jumpin', Jumpin'". Quảng cáo đã sử dụng ca khúc "Bootylicious (Phiên bản của Love: Destiny)" với lời khác biệt hoàn toàn bản gốc. Đồng thời, ở đoạn cuối quảng cáo, Destiny's Child có dùng kiểu tư thế khá tương tự như bìa album nhưng lại khác biệt hoàn toàn bìa đĩa thật.

## Danh sách ca khúc
Mã hàng: CSK 16813
1. "My Song"
(Knowles, B./Wiggins, D./Rotem, J.) – 4:02
2. "Bootylicious" (Phiên bản Love: Destiny)
(Knowles, B./Fusari, R./Moore, F./Nicks, S.) – 3:25
3. "Survivor" (Victor Calderone Club Mix)
(Knowles, B./Dent, A./Knowles, M.) – 9:26
4. "Bug a Boo" (Refugee Camp Remix) (có sự tham gia của Wyclef Jean)
(Briggs, K./Kandi/Knowles, B./Luckett, L./Roberson, L./Rowland, K./Parker, L.) – 4:02
5. "So Good" (Digital Black-N-Groove Club Mix)
(Briggs, K./Kandi/Knowles, B./Luckett, L./Roberson, L./Rowland, K.) – 7:43
6. "Say My Name" (Timbaland Remix) (có sự tham gia của Timbaland and Static)
(Jerkins, R./Jerkins III, F./Daniels, L./Knowles, B./Luckett, L./Roberson, L./Rowland, K./Mosley, T./Garrett, S.) – 5:01
7. "Jumpin', Jumpin'" (So So Def Remix) (có sự tham gia của Jermaine Dupri, Da Brat & Lil Bow Wow)
(Moore, R./Elliot, C./Knowles, B./Dupri, J./Da Brat) – 3:45